# Du pic au cœur
Pour plus de détails, voir Fiche technique et Distribution.
Du pic au cœur  est un film québécois réalisé par Céline Baril, sorti en 2001.

## Fiche technique
- Titre : Du pic au cœur
- Réalisation : Céline Baril
- Scénario : Céline Baril
- Photographie : Carlos Ferrand
- Montage : Natalie Lamoureaux
- Musique : Jérôme Minière
- Conception sonore: Dominik Pagacz
- Montage effets sonores : Dominik Pagacz
- Producteurs : Céline Baril et Serge Noël
- Société de production : Les Films de L'autre
- Genre : Comédie
- Durée : 85 minutes (1 h 25)
- Dates de sortie :
  -  Canada : 9 février 2001

## Distribution
- Peter Batakliev
- Alexander Bisping : Istvan
- André Brassard : Oscar
- Xavier Caféine : Léo
- Benoît Girard :
- Denis Gravereaux :
- Andrée Lachapelle :
- Tobie Pelletier : Serge
- Karine Vanasse : Alice
- Bobo Vian : Magda